# Стивън Беркоф
Стивън Беркоф (на английски: Steven Berkoff) е английски актьор, драматург и режисьор.

## Биография
Роден е на 3 август 1937 година в Лондон в семейството на шивач от еврейски произход. От началото на 60-те години играе в театъра, като през следващите години придобива широка известност, пише пиеси и режисира собствени постановки. От 70-те години се снима и в киното, като участва във филми като „Портокал с часовников механизъм“ („A Clockwork Orange“, 1971) и „Бари Линдън“ („Barry Lyndon“, 1975).

## Избрана филмография
| Година | Филм                            | Оригинално заглавие             | Роля                            | Режисьор                      |
| ------ | ------------------------------- | ------------------------------- | ------------------------------- | ----------------------------- |
| 1959   | Ученикът на дявола              | The Devil's Disciple            | британският ефрейтор            | Гай Хамилтън                  |
| 1971   | Портокал с часовников механизъм | A Clockwork Orange              | Det. Const. Tom                 | Стенли Кубрик                 |
| 1975   | Професия: Репортер              | Professione: reporter           | Стивън                          | Микеланджело Антониони        |
| 1975   | Бари Линдън                     | Barry Lyndon                    | Лорд Луд                        | Стенли Кубрик                 |
| 1983   | Октопуси                        | Octopussy                       | генерал Орлов                   | Джон Глен                     |
| 1984   | Ченгето от Бевърли Хилс         | Beverly Hills Cop               | Виктор Мейланд                  | Мартин Брест                  |
| 1985   | Рамбо: Първа кръв, втора част   | Rambo: First Blood Part II      | Подполковник Сергей Т. Подовски | Джордж Косматос               |
| 2010   | Туристът                        | The Tourist                     | Реджиналд Шоу                   | Флориан Хенкел фон Донерсмарк |
| 2011   | Мъжете, които мразеха жените    | The Girl with the Dragon Tattoo | Дирк Фруде                      | Дейвид Финчър                 |